# Džamšid
Džamšid (perz. جمشید) ili Džam (perz. جم) je mitološki lik iz iranske kulture i tradicije, koji se spominje u Firdusijevom djelu Šahnama.
U tradiciji i folkloru, Džamšid je opisan kao četvrti i najveći kralj polumitološke dinastije Pišdadi koja je vladala prije Kajanida. Ta uloga pojavljuje se u zoroastrijskim knjigama (e.g. Jašt 19, Vendidad 2), gdje se junak spominje pod avestanskim nazivom Džima(-Kšaeta), iz kojeg su proizašli oblici naziva poput „Džamšid“ i ostalih. Jamšid je danas popularno muško iransko i zoroastrijsko osobno ime. 

## Vanjske poveznice
- Drugi prijevod Vendidada od James Darmestetera
- „Herojske godine Perzije“ (The Heroic Age of Persia)